# Miquel Estelrich Serralta
Miquel Estelrich Serralta (Palma, 1965) és un pianista mallorquí.
Inicià els estudis musicals al Conservatori de les Balears, on acabà amb el Primer Premi. Més tard cursà el grau superior al Conservatori Superior de Música de València. Els seus professors han estat Joan Moll, Bartomeu Jaume i Perfecto García Chornet. Ha rebut consells de Ramón Coll, Manuel Carra, Paul Badura Skoda, Emili Muriscot i Miquel Zanetti, entre d'altres.
Seguidor de Lionel Messi, va dedicar moltes obres a aquest jugador
La seva intensa activitat musical l'ha dut a actuar com a solista amb l'Orquestra Simfònica Ciutat de Palma, Orquestra Simfònica de Balears amb qui realitzà la primera audició a Espanya del Concert per a piano a quatre mans i orquestra d'Alfred Schnittke i a l'Alemanya amb l'Orquestra de Marburg. Fou fundador del Trio de Palma, i ha actuat a diversos indrets d'Espanya, com al Palau de la Música de València, al Festival Chopin de Valldemossa, Itàlia, etc. Ha realitzat enregistraments per a RNE, TVE, Catalunya Música i per a televisions estrangeres (Alemanya, Japó, Anglaterra, Estats Units,etc.).
És un dels pianistes que més han destacat en la recuperació i difusió a l'obra dels compositors de les Illes; així, el 1987, rep el Premi Nacional del Ministeri de Cultura pel llibre Compositors Mallorquins, àlbum per a piano. Ha estrenat obres de diversos compositors i ha enregistrat obres per a piano i per a veu i piano de Jaume Mas i Porcel (Unió de Músics). Ha enregistrat obres per a piano de Jaume Mas Porcel, així com ha editat la integral de les obres per a piano i veu i piano del mateix compositor per la col·lecció Compositors de les Illes Balears. Ha enregistrat el Concert per a piano i orquestra de Baltasar Samper, que estrenà parcialment el 1999 amb l'Orquestra Simfònica de Balears. Ha enregistrat en vídeo la producció de Volière El carnaval dels animals de Camille Saint- Saëns, el Concierto Cuento de Maria Escribano amb el grup Sirah.
En el camp de la docència cal destacar que és professor titular de piano del Conservatori Superior de Música de les Illes Balears, i ha estat, professor titular, cap del departament de piano i director del Conservatori Professional de Música i Dansa de les Illes Balears dels anys 1993-1997.
Ha estat convidat per impartir cursos d'interpretació i, també és convidat habitualment a formar part de jurats de concursos nacionals i internacionals de piano.
És pianista de l'Orquestra Simfònica de les Illes Balears des de la seva fundació.